# Lockheed WC-130
Le Lockheed WC-130 Hurricane Hunter (chasseur d'ouragan) est un avion à ailes hautes de moyenne portée utilisé lors des missions de reconnaissances météorologiques. C'est la version modifiée du C-130, il est équipé de nombreux instruments destinés à mesurer le mouvement, la taille et l'intensité des tempêtes tropicales, de neige et des ouragans. Le WC-130 est utilisé par le 53e escadron de reconnaissance météorologique de l'US Air Force (53rd Weather Reconnaissance Squadron).

## Développement
Le modèle WC-130B a servi de 1962 à 1979, le WC-130E de 1965 à 1993 et le WC-130H de 1973 à 2005 pour les 53e, 54e, 55e et 56e escadrons de reconnaissance météorologique. Trois modèles WC-130A ont été opérationnels en Asie du Sud-Est de 1967 à 1970 avec le 54e.  Certains WC-130H ont plus tard été redistribués sans l’équipement de reconnaissance à d'autres commandements de l'US Air Force comme l'Air Force Reserve Command et la Air National Guard pour être utilisés comme avions d'entrainement ou de support opérationnel. Depuis 2010, le modèle WC-130J introduit en 1999 est le seul encore en service pour la reconnaissance météorologique avec le 53e escadron, à la Air Force Reserve Command à Keesler AFB au Mississippi.

## Missions
Le WC-130J et le WP-3D Orion du NOAA (National Oceanic and Atmospheric Administration) fournissent d'importantes informations sur les cyclones. Ils pénètrent les cyclones tropicaux et ouragans à des altitudes variant de 150  à   3 000 mètres. La fonction la plus importante de l'avion est de collecter d'importantes quantités d'informations à l'intérieur du cyclone en pénétrant dans son œil. Ces informations vitales sont instantanément envoyées par satellite au National Hurricane Center pour y mesurer la trajectoire et l'intensité de l'ouragan.
La zone de reconnaissance inclut l'océan Atlantique, la mer des Caraïbes, le golfe du Mexique et l'est ainsi que le centre de l'océan Pacifique.

## Variantes
Diverses variantes du Lockheed C-130 ont été créées pour effectuer des missions de reconnaissances météorologiques :
Lockheed WC-130A
Trois appareils ont été convertis en WC-130A standard pour la 54e Weather Reconnaissance Squadron décollant de Guam et Udorn RTAFB (en) en Thaïlande. Ils ont par la suite été reconvertis en C-130A et envoyés au Vietnam où ils ont été capturés à Tan Son Nhut Air Base (en) au moment où le Sud capitulait face aux Viet Cong. Ils sont encore là-bas depuis ce jour.
Lockheed-Martin WC-130J

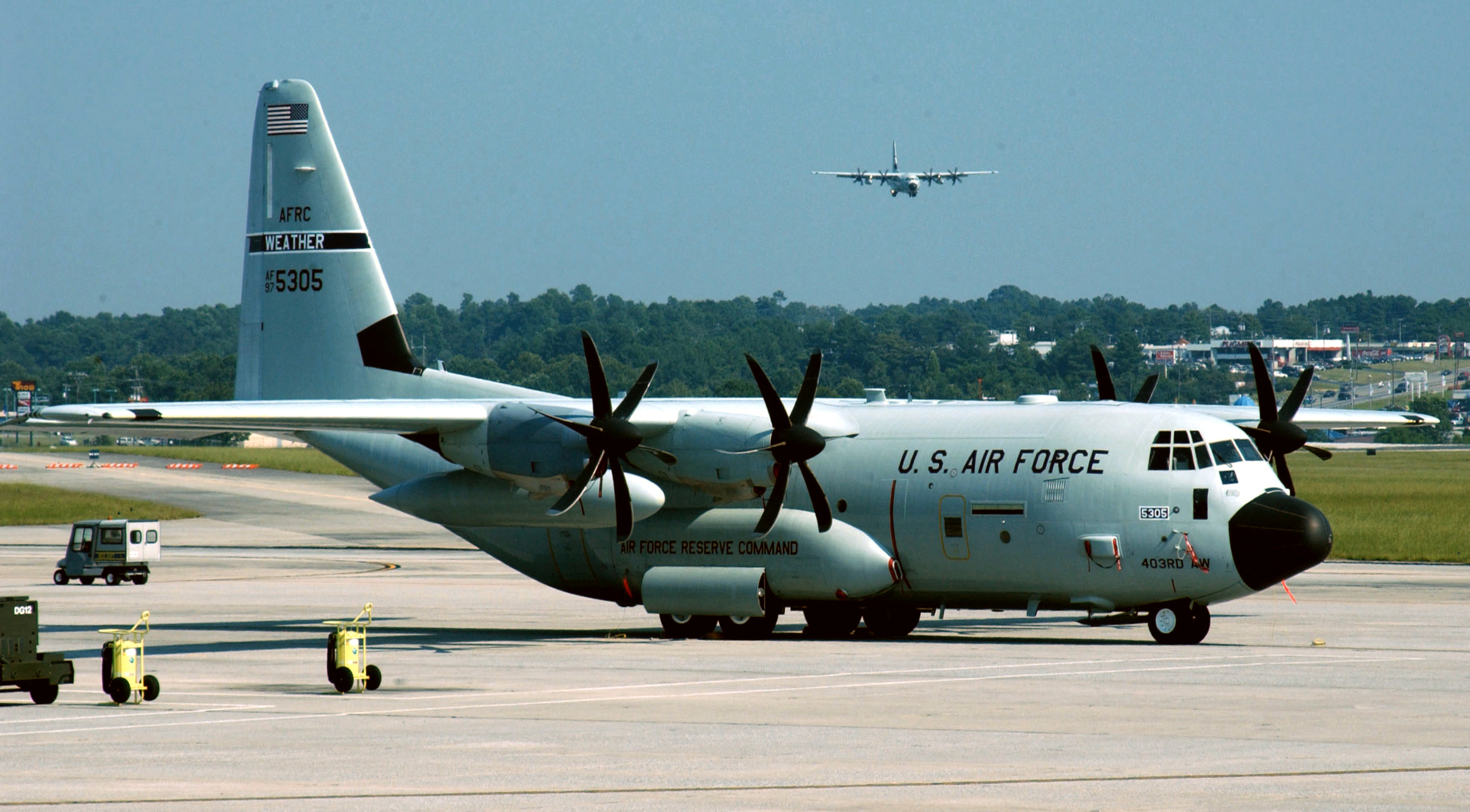
Un WC-130J sur le tarmac à la Dobbins Air Reserve Base

Le WC-130J est opéré par 5 membres d'équipage : un pilote, un copilote, un navigateur et deux officiers de reconnaissance météorologique. L'équipage et l'appareil sont assignés au 53rd Weather Reconnaissance Squadron à la Keesler Air Force Base au Mississippi. Le 53rd WRS connu sous le nom de Hurricane Hunters est responsable des missions de reconnaissance au-dessus de l'océan Atlantique, de la mer des Caraïbes, du golfe du Mexique ainsi que du centre et de l'est de l'océan Pacifique. Les instruments de mesure sont montés sur des palettes démontables, donnant ainsi la possibilité à l'avion d'effectuer des missions de fret si nécessaire.
L'appareil n'est pas équipé pour des ravitaillements en vol mais s'il est équipé de réservoirs additionnels placés sous les ailes il est capable de rester plus de 18 heures à une vitesse de croisière optimale de plus de 482 km/h. Une mission de reconnaissance dure généralement 11 heures. L'équipage recueille les données toutes les minutes.
À l'avant du compartiment cargo, l'officier de reconnaissance météorologique opère sur les instruments numériques de reconnaissance météorologique et agit comme directeur de vol dans la tempête. L'officier évalue également d'autres conditions météorologiques comme les turbulences, la formation de glace, la visibilité, les types de nuages, les précipitations et les vents en surface. 
Il détermine aussi la position de l’œil du cyclone et analyse les conditions atmosphériques comme la pression, la température, le point de rosée et la vitesse du vent.
Une des pièces les plus critiques à bord est la catasonde. La catasonde est un cylindre de 16 pouces (40,64 cm) long et de 3,5 pouces (8,89 cm) de diamètre et pèse approximativement 2,5 livres ( Unité «  » inconnue du modèle {{Conversion}}.). La sonde est munie d'une radio haute-fréquence et d'autres capteurs, elle est lâchée depuis l'avion. Pendant sa chute, elle mesure et transmet à l'avion la température, l'humidité, la pression barométrique ainsi que le vent. Elle est stabilisée par un petit parachute.
Entre mai 2007 et février 2008, les 10 WC-130J étaient équipés du Stepped-Frequency Microwave Radiometer (SFMR ou "smurf"), qui mesure en permanence les vents de surface. Il est monté dans un radôme sous l'aile droite.
L'avion parcourt généralement un rayon de 160 m depuis le vortex pour collecter de précieuses données sur la structure du cyclone.
Les informations recueillies permettent de donner l'alerte suffisamment tôt à la population pour pouvoir évacuer et augmentent la précision de prédiction des ouragans de 30%.

## Accidents
Le 12 octobre 1974 un WC-130H opéré par le 54e escadron de reconnaissance météorologique et ses six membres d'équipage disparaît pendant le typhon Bess. L'appareil et ses occupants n'ont jamais été retrouvés.
Le 2 mai 2018 un WC-130H s'écrase dans l'état de Géorgie causant la mort de ses neuf passagers et membres d'équipage.

## Spécifications (WC-130J Weatherbird)
Données de 403rd Wing, USAF Reserve
Caractéristiques générales
- Équipage : Cinq; pilote, copilote, navigateur, officiers de reconnaissance météorologique aérienne
- Longueur : 29,79 m
- Envergure : 40,41 m
- Hauteur : 11,84 m
- Masse maximale au décollage : 70 310 kg
- Moteur : 4   turboprops Rolls-Royce AE2100D3 de plus de 3 500 kW    chacun
- Hélices : 6-blade Dowty R391 hélice, 1 par moteur

 Performances 
- Vitesse maximale : 671 km/h à 6 700 m
- Distance franchissable : 3 000 km avec 15 900 kg de chargement
- Plafond : 8 500 m avec 19 000 kg de chargement

Instrumentation
- des radars météorologiques ;
- des capteurs de vitesse ;
- des catasondes qu'ils laissent tomber dans le cyclone pour obtenir un radiosondage ;
- des analyseurs granulométriques des précipitations et des aérosols ;
- des radiomètres pour mesurer la température de l'air et de la mer ;
- des diffusomètres.